# Abitene

Território da África Proconsular no ano 125

Abitene (do latim: Abitinae) era uma cidade na província romana de Africa Proconsularis, tendo sua fama pelos Mártires de Abitene. 

## Diocese
Registros contemporários nomeiam diversos bispos da então Diocese de Abitene. Um deles, Saturninus, estava presente no Concílio de Cártago de 256, convocado por Cipriano para tratar da questão dos Iapsi. Um outro, Fundanus, apostatou durante a perseguição diocleciana.  Durante o Concílio de Cártago de 411, convocado em meio à controvérsia donatista, Abitene foi representada pelo bispo católico Vitor e pelo donatista Maximus. Gaudioso foi um dos bispos exilados pelo rei vândalo ariano Genserico, morrendo em 453 em Nápoles. Foi canonizado postumamente pela Igreja Católica.
Atualmente, Abitene é uma sé titular da Igreja Católica, isto é, que não está mais plenamente em atividade.